# (36235) Sergebaudo
(36235) Sergebaudo est un astéroïde de la ceinture principale.

## Description
(36235) Sergebaudo est un astéroïde de la ceinture principale. Il fut découvert le 1er novembre 1999 à l'Observatoire d'Ondřejov par Lenka Šarounová. Il présente une orbite caractérisée par un demi-grand axe de 2,63 UA, une excentricité de 0,13 et une inclinaison de 15,8° par rapport à l'écliptique.

## Compléments